# La Table
La Table é uma comuna francesa na região administrativa de Auvérnia-Ródano-Alpes, no departamento de Saboia. Estende-se por uma área de 14,85 km². Em 2010 a comuna tinha 444 habitantes (densidade: 29,9 hab./km²).